# Der Schneider im Himmel

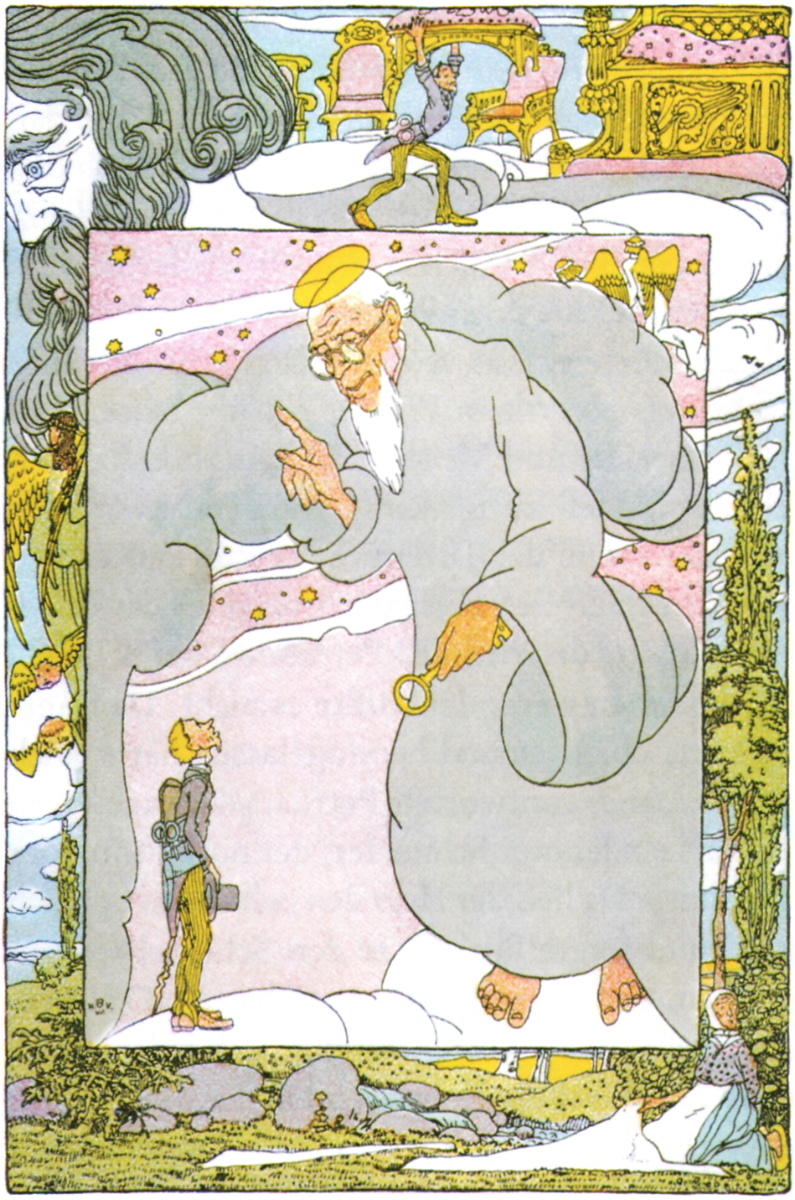
Illustration von Heinrich Vogeler

Der Schneider im Himmel ist ein Schwank (ATU 800). Er steht in den Kinder- und Hausmärchen der Brüder Grimm ab der 2. Auflage von 1819 an Stelle 35 (KHM 35). Wilhelm Grimm veröffentlichte ihn zuerst 1818 nach Justus Möser in der Zeitschrift Wünschelruthe als Das Märchen vom Schneider der in den Himmel kam. Er gelangte auch in Ernst Heinrich Meiers Deutsche Volksmärchen aus Schwaben (1852), ebenfalls als Nr. 35 Der Schneider im Himmel.

## Inhalt
Gott geht spazieren. Nur Petrus bleibt da. Er darf niemand einlassen, doch erbettelt sich ein Schneider, hinter der Tür zu sitzen. Als Petrus weg ist, sieht er sich um und setzt sich auf Gottes Stuhl. Er sieht die Welt und wirft zornig den Fußschemel auf eine diebische Wäscherin. Dann versteckt er sich wieder. Als Gott den Verlust bemerkt, lässt er den Schneider kommen, der ihm alles erzählt. Gott rügt seine Anmaßung und schickt ihn weg. Der Schneider geht nach Warteinweil zu den frommen Soldaten.

## Herkunft

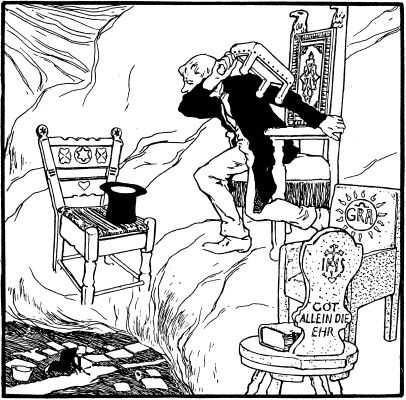
Illustration von Otto Ubbelohde, 1909

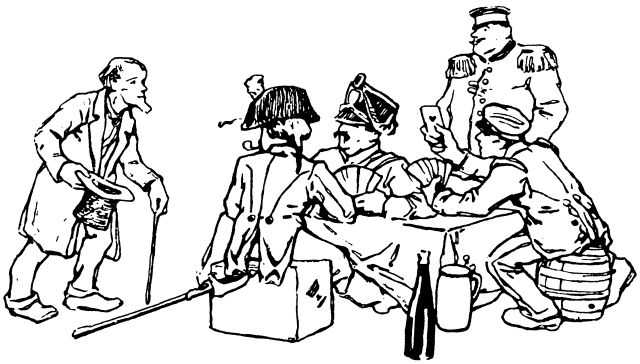
Illustration von Otto Ubbelohde, 1909

Der Schwank beruht in der 2. und 3. Auflage auf Freys Gartengesellschaft Nr. 61 und Kirchhofs Wendunmuth 1, Nr. 230, ab der 4. Auflage mehr auf Wickrams Rollwagenbüchlein (Kap. 110). Der Schluss mit „zog nach Warteinweil“ stammt aus Brentanos Märchen Bärenhäuter (in der Zeitung für Einsiedler vom 15. Juni 1808, Sp. 173). Grimms Anmerkung nennt noch Varianten bei Hans Sachs Der Schneider mit dem Panier, Wolfs Deutsche Sagen und Märchen Nr. 16 Jan im Himmel, Ernst Heinrich Meier Nr. 35 und eine Erwähnung bei Möser „in seinen vermischten Schriften 2, 332 u. 2.235.“ Fischart im Flohschatz (Dornavius 390) fasst Petrus’ Jähzorn auf:
„wie man von Sanct Peter saget,
der, als er Herr Gott war ein Tag
und Garn sah stehlen eine Magd,
wurf er ihr gleich ein Stuhl zum Schopf,
erwies also sein Peterskopf;
häts solcher Gestalt er lange getrieben,
es wär kein Stuhl im Himmel blieben“
Altmeistergesangbuch 3 in Wolfs Zeitschrift für deutsche Mythologie 2,2 zeigt den Schneider als Feindbild:
„der nû den himel hât irkorn
der geiselet uns bî unser habe,
ich fürhte sêre und wird im zorn,
den flegel wirft er uns her abe.“

## Vergleiche aus Grimms Märchen
- Einlass am Himmelstor: KHM 81 Bruder Lustig, KHM 82 De Spielhansl, KHM 167 Das Bürle im Himmel
- Aufschneider im Himmel: KHM 104 Die klugen Leute, KHM 112 Der Dreschflegel vom Himmel, KHM 178 Meister Pfriem

Wilhelm Grimm spielt in Die klugen Leute auf den Schneider im Himmel an, wenn er schreibt, im Himmel gäbe es keine Schneider, „der heil. Petrus läßt keinen hinein, wie Ihr aus dem Märchen wißt.“ Seine Anmerkung zu De Spielhansl erklärt auch den Ort „Warteinweil“, den Petrus den Soldaten einräumen musste, weil sie weder im Himmel noch in der Hölle aufgenommen werden (S. 143 im Anmerkungsband).
In Ernst Heinrich Meiers Deutsche Volksmärchen aus Schwaben steht Der Schneider im Himmel 1852 kürzer. Er wirft ein Stuhlbein auf einen anderen Schneider, der Garn klaut, und seither habe man keinen Schneider mehr im Himmel aufgenommen. Meier vergleicht Johann Wilhelm Wolfs Deutsche Märchen und Sagen, Nr. 16 Jan im Himmel.

## Interpretation
Laut Rudolf Meyer ist der Schneider der überkluge Verstand. Er kann nicht anders, als sich anmaßen, und meint Gerechtigkeit als unmittelbare Verkettung von Schuld und Sühne. Edzard Storck spricht von illusionärer Geistigkeit, die von allem Halbfertigen löst und hindert, den Schicksalsfaden im Irdischen zu wirken. Für Eugen Drewermann parodiert das Märchen unsere Haltung des Moralisierens und der Besserwisserei und zeigt so den praktischen Sinn der Beschäftigung mit Märchen: „Richtet nicht, damit ihr nicht gerichtet werdet“ (Bergpredigt, Mt 7,1 ).

### Primärliteratur
- Brüder Grimm: Kinder- und Hausmärchen. Mit 184 Illustrationen zeitgenössischer Künstler und einem Nachwort von Heinz Rölleke. Vollständige Ausgabe, 19. Auflage. Artemis und Winkler, Düsseldorf u. a. 2002, ISBN 3-538-06943-3, S. 213–215.
- Brüder Grimm: Kinder- und Hausmärchen. Mit den Originalanmerkungen der Brüder Grimm. Band 3: Originalanmerkungen, Herkunftsnachweise, Nachwort (= Universal-Bibliothek 3193). Mit einem Anhang sämtlicher, nicht in allen Auflagen veröffentlichten Märchen und Herkunftsnachweisen herausgegeben von Heinz Rölleke. Nachdruck, durchgesehene und bibliografisch ergänzte Ausgabe. Reclam, Stuttgart 1994, ISBN 3-15-003193-1, S. 76–77, 457.
- Heinz Rölleke: Grimms Märchen und ihre Quellen. Die literarischen Vorlagen der Grimmschen Märchen synoptisch vorgestellt und kommentiert (= Schriftenreihe Literaturwissenschaft. Bd. 35). 2., verbesserte Auflage. WVT, Wissenschaftlicher Verlag Trier, Trier 2004, ISBN 3-88476-717-8, S. 62–67, 555.

### Sekundärliteratur
- Siegfried Neumann: Petrusschwänke. In: Enzyklopädie des Märchens. Band 10: Nibelungenlied – Prozeßmotive. de Gruyter, Berlin u. a. 2002, ISBN 3-11-016841-3, S. 814–824.
- Hans-Jörg Uther: Handbuch zu den Kinder- und Hausmärchen der Brüder Grimm. de Gruyter, Berlin 2008, ISBN 978-3-11-019441-8, S. 87–88.

### Interpretationen
- Rudolf Meyer: Die Weisheit der deutschen Volksmärchen. Urachhaus, Stuttgart 1963, S. 32–37.
- Edzard Storck: Alte und neue Schöpfung in den Märchen der Brüder Grimm. Turm Verlag, Bietigheim 1977, ISBN 3-7999-0177-9, S. 141, 179, 299, 376.
- Eugen Drewermann: Lieb Schwesterlein, laß mich herein. Grimms Märchen tiefenpsychologisch gedeutet. 11. Auflage. dtv, München 2002, ISBN 3-423-35050-4, S. 13.